# Joris Lannoo
Joris Lannoo, geboren als Georges Lannoo (Tielt, 20 februari 1891 – aldaar, 8 december 1971), was een Vlaamse drukker en uitgever. Zijn uitgeverij groeide uit tot een van de grootste uitgeversgroepen in het Nederlandse taalgebied, de Uitgeverij Lannoo Groep.

## Levensloop
Joris Lannoo was de zoon van Joseph Lannoo en Elodie Maes. Hij volgde voor zijn middelbare studies les aan het college in Tielt, waar hij onder anderen Cyriel Verschaeve als leraar had, en de basis voor zijn sociale betrokkenheid, politieke ideeën en liefde voor de Nederlandse taal en literatuur vorm kreeg. In 1909 kochten zijn ouders in Tielt een drukkerij-uitgeverij op. Hoewel de hoofdactiviteit van Drukkerij-Boekhandel J. Lannoo vooral uit drukwerk bestond, gaf Joris Lannoo al in 1909 een eerste publicatie uit: Vliegt de blauwvoet?, een Vlaams liederenboek. Tijdens de Eerste Wereldoorlog meldde hij zich aan als oorlogsvrijwilliger en ijverde hij voor de emancipatie en ontplooiing van de ongeletterde Vlaamse soldaten aan het front. Hij kwam er in contact met prominente leden van de Frontbeweging en richtte met enkele bevriende Vlaamse intellectuelen een groepje op onder de naam 'Vikings'.
Na de Eerste Wereldoorlog gaf de uitgeverij veel volksliteratuur uit en het werk van auteurs als Stijn Streuvels, Lodewijk Dosfel, René De Clercq, Ward Hermans, Frans Daels, Desiderius A. Stracke, Albrecht Rodenbach, Guido Gezelle, Ernest Van der Hallen en Emiel van Hemeldonck. In 1929 verhuisde de drukkerij-uitgeverij van de Ieperstraat naar de Kasteelstraat 97 in Tielt.
De drukkerij-uitgeverij Lannoo begon haar activiteiten op een moment dat er in Vlaanderen, op De Nederlandsche Boekhandel na, geen commerciële uitgeverij bestond. Toen Joris Van Severen in oktober 1931 het Verdinaso oprichtte, was ook Lannoo geïnteresseerd en sloot er zich bij aan.
Na 1945 breidde Lannoo zijn auteursstal uit en was het duidelijk dat hij niet langer de Vlaams-nationalistische uitgever van het interbellum kon blijven. Hij wilde ook graag doorstoten naar de Nederlandse markt.
In 1959 stichtte Joris Lannoo met zijn kinderen de pvba Drukkerij-Uitgeverij Lannoo. De volgende generatie kwam aan zet: Jan Lannoo (1928) leidde de drukkerij, Godfried Lannoo (1927-2012) de uitgeverij. De uitgeverij sloeg inhoudelijk nieuwe wegen in en kende een grote expansie. Toen Joris Lannoo op 8 december 1971 overleed, was zijn naam een begrip geworden.
Tegen het einde van de twintigste eeuw werd een splitsing tot stand gebracht tussen de Drukkerij Lannoo en de Uitgeverij Lannoo.